# Ђурђевка Чакаревић
Ђурђевка Чакаревић (Гај, 8. април 1923 — 2. јануар 2006) је била примадона београдске опере и стални гост опера у Напуљу, Торину и Риму. Поред певања бавила се и педагошким радом.

## Биографија
Рођена је у месту Гај код Ковина. Студирала и дипломирала соло певање на Музичкој академији у Београду 1957. године у класи професорке Јелке Стаматовић-Николић.

## Опера
Каријеру певача је почела у Хумористичком позоришту у Београду да би од 1957. године добила агажман у београдској опери. Током своје каријере певала је улоге које припадају сопранима и мецосопранима. Таквих улога било је преко шездесет. Стекла је највећа признања креирајући улоге у операма италијанских мајстора, нарочито
Вердија (Амнерис у Аиди, Принцеза Еболи у Дон Карлосу и др.), затим у делима Јаначека, Прокофјева и др.
Гостовала је у најзначајнијим музичким центрима као што су Минхен, Висбаден, Венеција, Лозана, Праг, Торино, Будимпешта, Милано, Рим, Москва, Келн, Кијев, Лењинград, Каиро, Буенос Ајрес...

## Концертно певање
Поред оперског неговала је концертно певање. Њено певање „...се одликовало стилском чистотом, музичком префињеношћу и интерпретативном префињеношћу“.

## Педагошки рад
Радила је и као вокални педагог још од 1975. године не само у Београду, већ и у Торину, Келну, Базелу. Радила је са формираним певачима искључиво на усавршавању њихове вокалне технике и интерпретације. Дугачак је списак познатих певача са којима је радила, да се помену Драгана Југовић дел Монако, Јелена Влаховић, Антонела и Марио Спортели, Петер Ваверка...

## Награде
Носилац је многих награда и признања
- 1972. Октобарска награда града Београда
- 1961. Прво место у категорији мецоспорана у Варвијеу (Белгија)[1]
- 1974. Орден рада са златним венцем
- 1978. Златна значка Народног позоришта у Београду